# Elżbieta Rybicka
Elżbieta Rybicka – doktor hab. nauk humanistycznych, pracownik naukowy Katedry Antropologii Literatury i Badań Kulturowych Wydziału Polonistyki Uniwersytetu Jagiellońskiego.
Autorka książek Formy labiryntu w prozie polskiej XX wieku i Modernizowanie miasta. Zarys problematyki urbanistycznej w nowoczesnej literaturze polskiej w serii książkowej Horyzonty Nowoczesności wydanych przez „Universitas” oraz artykułów naukowych publikowanych m.in. w „Pamiętniku Literackim”, „Tekstach Drugich” i „Ruchu Literackim”.
Autorka książki do nauczania obcokrajowców idiomów języka polskiego (poziom A2-B1) pt. Nie taki diabeł straszny. Podręcznik frazeologii polskiej dla obcokrajowców. Wcześniejsza pozycja to Słowa i słówka: ćwiczenia do słownictwa tematycznego: podręcznik do nauczania słownictwa i gramatyki dla początkujących. Cz. 1-2, napisana wraz z Magdaleną Szelc-Mays.
Prowadziła warsztaty dla licealistów pt. „Kultura miasta: teksty, obrazy, dźwięki” w ramach festiwalu im. Jana Błońskiego na UJ 4 kwietnia 2011. Wystąpiła na konferencji „Sztuka – kapitał kulturowy polskich miast”, po której ukazała się książka o tym samym tytule, z wystąpieniem Elżbiety Rybickiej pt. „Literatura jako kapitał kulturowy miast polskich?”.
Współpracuje z czasopismem „Kultura miasta” wydawanym przez Fundację Miasto.